# فرهنگ امروز
فرهنگ امروز وب‌سایت و مجله‌ای در زمینه علوم انسانی و علوم اجتماعی است.